# 후투티

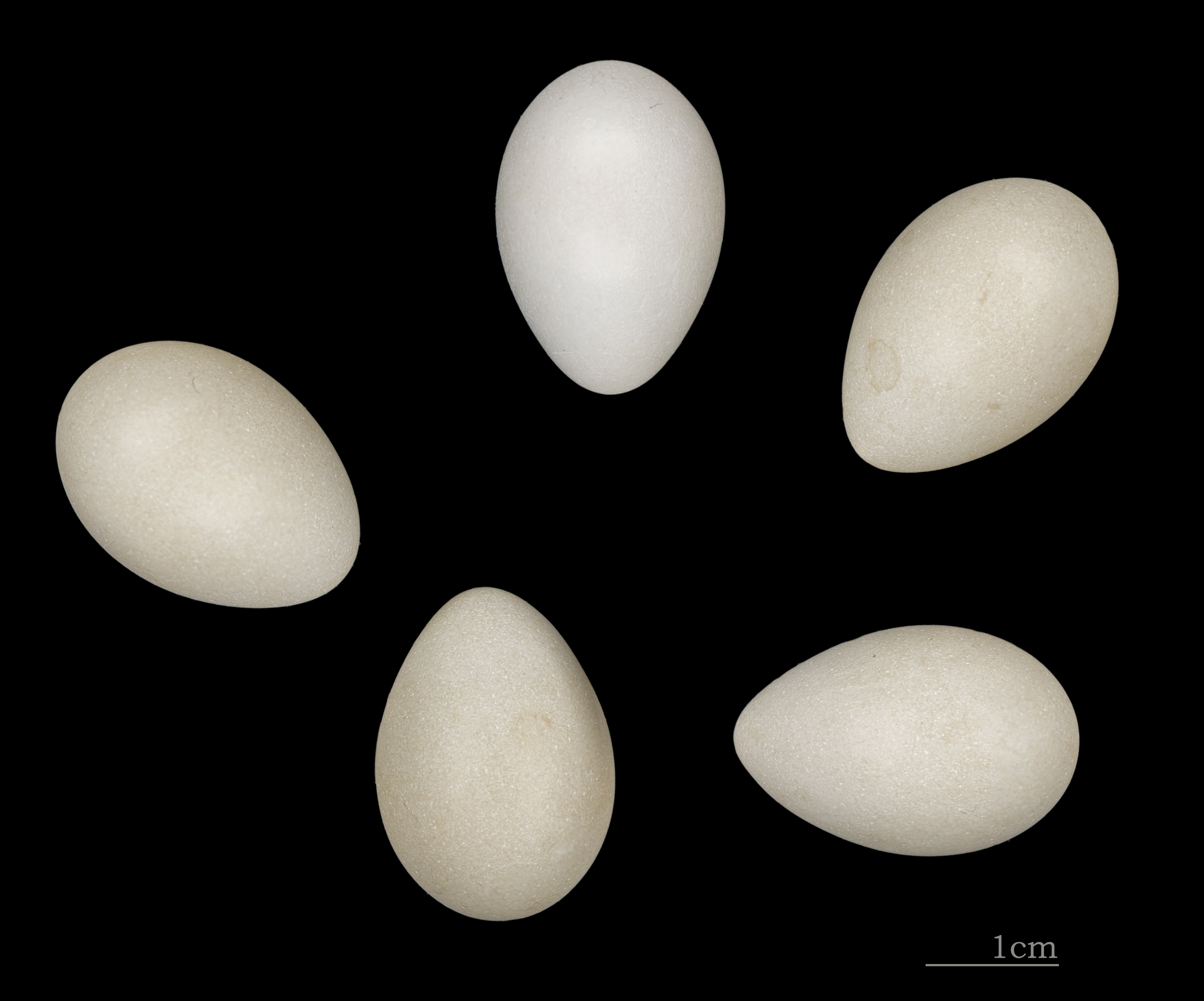
Upupa epops

후투티(영어: Eurasian hoopoe, 학명: Upupa epops 우푸파 에폽스[*])는 머리에 화려한 댕기가 있고, 날개와 꼬리에는 검은색과 흰색의 줄무늬가 있는 새이다. 한자어로는 대승(戴勝)이라고 일컫는다. 오디새라고도 불린다.
날개길이 14-16cm, 꼬리길이 10-11cm, 몸무게 56-88g 정도이다. 머리에 화려한 댕기가 있고, 날개와 꼬리에 검은색과 흰색 줄무늬가 있다. 농촌이나 농경지 또는 구릉지나 야산의 고목 등에 뚫린 구멍에서 번식하며, 때로는 인가의 지붕이나 처마 밑에서도 번식한다. 단독 또는 암수가 함께 주로 땅 위에서 생활한다.
후투티는 놀랐을 때 날개와 꼬리를 쫙 펼치고 부리를 위로 향한다. 또 적에게 공격을 받으면 꼬리의 미지선에서 악취가 나는 액체를 분비하기도 한다. 동물의 똥이나 퇴비 위에 앉아 가늘고 길게 굽은 부리를 찔러 넣고 그 속에 있는 곤충을 찾는다. 때로는 낙엽을 헤치기도 하고 나무줄기의 썩은 부분을 쪼아 곤충을 찾기도 하며, 드물게는 딱따구리류처럼 나무줄기를 타고 기어오르기도 한다.
주로 나뭇구멍 속에 둥지를 삼고 살지만 돌담 사이와 건축물의 틈을 이용하여 둥지로 삼기도 한다. 산란기는 4-6월경이며 한배에 5-8개의 알을 낳는다. 암컷이 알을 품고 새끼는 포란 후 16-19일이면 부화하고 부화 후 20-27일이면 둥지를 떠난다.
유럽, 아시아와 아프리카의 온대지역에 분포한다. 후투티는 한국 중부 이북 어디서나 볼 수 있지만 흔치 않은 여름철새이다. 먹이는 곤충류의 유충을 좋아하며, 딱정벌레·메뚜기·나비·벌·파리·거미류·지렁이 등을 먹는다. 먹이의 80%는 땅강아지이다. 일부 학자들은 후투티사촌류와 함께 코뿔새목에 속하는 후투티아목(Upupes) 또는 별도의 목, 후투티목(Upupiformes)으로 분류하기도 한다.